# David Akers
David Roy Akers (9 de dezembro de 1974, Lexington, Kentucky) é um ex jogador de futebol americano que atuava na posição de placekicker na National Football League. Foi contratado como agente livre pelo Atlanta Falcons em 1997. Jogou futebol americano universitário pela Universidade de Louisville.
Akers já foi membro dos times Atlanta Falcons, Carolina Panthers, Washington Redskins, Berlin Thunder, Philadelphia Eagles, San Francisco 49ers e Detroit Lions.
Em 2012, Akers chutou o segundo field goal mais logo da história da NFL, de 63 jardas, se juntando a Tom Dempsey, Sebastian Janikowski e Jason Elam, empatados com a segunda melhor marca (uma jarda a menos que o recorde).